# Han Song-hyok
Han Song-hyok (11 de dezembro de 1987) é um futebolista profissional norte-coreano que atua como médio defensivo.

## Carreira
Han Song-hyok representou a Seleção Norte-Coreana de Futebol na Copa da Ásia de 2015.